# Зигмунд Бродовський
Зигмунд Владислав Бродовський (пол. Zygmunt Władysław Brodowski; 23 травня 1897 — 1973) — полковник війська польського.

## Біографія
Зигмунд Владислав Бродовський народився 23 травня 1897 року. 1 червня 1921 року командував 2-ю армією, а його рідним відділом був 63-й піхотний полк. 3 травня 1922 року йому було надано звання поручника. 1923 року служив у 63-му піхотному полку в місті Торунь. У 1924–1927 рр. був ординарцем генерал-майора Леонарда Скерського, інспектора 3-ї армії в Торуні. 1927 року був переведений до Корпуса прикордонної охорони. У 1929–1931 рр. був у службі розвідки в Сувалках. 1 січня 1931 року його було підвищено до капітана й віддано до піхотного корпуса. 26 березня 1931 року його було переведено до 76-го піхотного полку в Гродні.
1937 року його було віддано до корпусу офіцерів бронетанкової зброї. У вересні 1939 року, під час кампанії, був головнокомандувачем 62-ї бронетанкової дивізії. 4 вересня потрапив до лікарні. 5 вересня 1939 року було поранено під Славошевеком.
У березні 1945 року його було прийнято до війська польського. У вересні 1945 року його взяли заступником командувача до 4-ї бронетанкової бригади. У листопаді 1945 року його було підвищено до підполковника, а в грудні до полковника. Того ж часу його було призначено начальником штабу інспекції бронетанкової зброї. У листопаді 1948 року його було відправлено на війну з примусу.

## Нагороди
- Хрест Хоробрих
- Нагрудний знак головнокомандувача